# Dichocrocis fuscoalbalis
Dichocrocis fuscoalbalis is een vlinder uit de familie grasmotten (Crambidae). De wetenschappelijke naam van deze soort is voor het eerst gepubliceerd in 1898 door George Francis Hampson.
De spanwijdte van deze nachtvlinder bedraagt 26 millimeter .

## Verspreiding
De soort komt voor in Sierra Leone, Liberia en Congo-Kinshasa.

## Waardplanten
Jean Ghesquière heeft vastgesteld dat in Congo-Kinshasa de rups van deze soort op Ixora coccinea (Rubiaceae) leeft.